# Flugschrauber

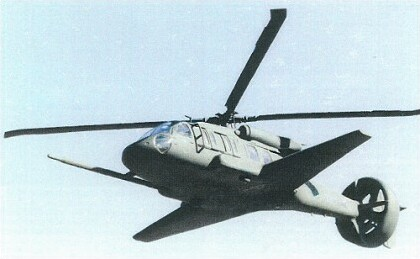
Kombinationsflugschrauber Piasecki X-49

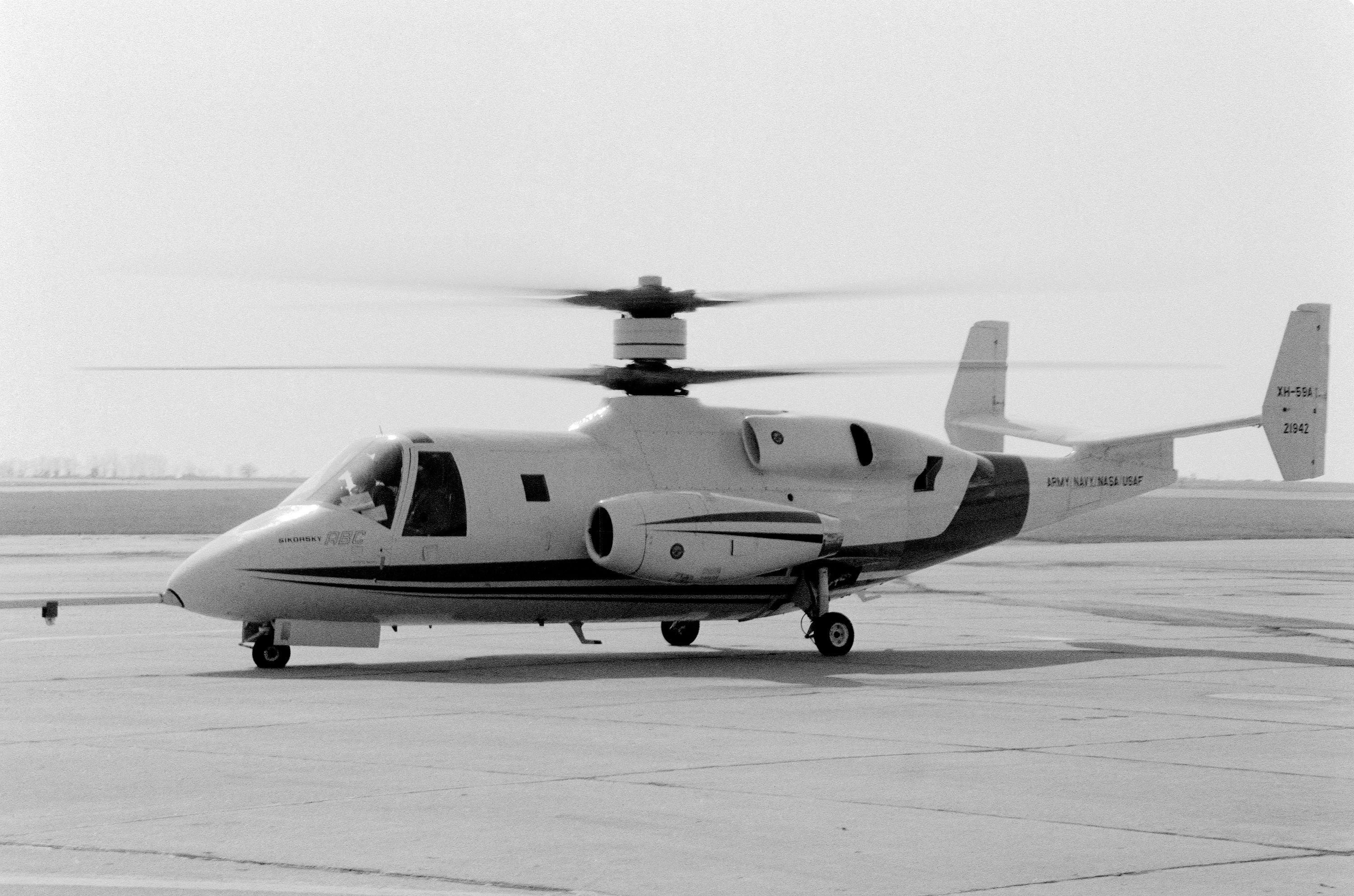
XH-59A Advancing Blade Concept (ABC) Rotor System

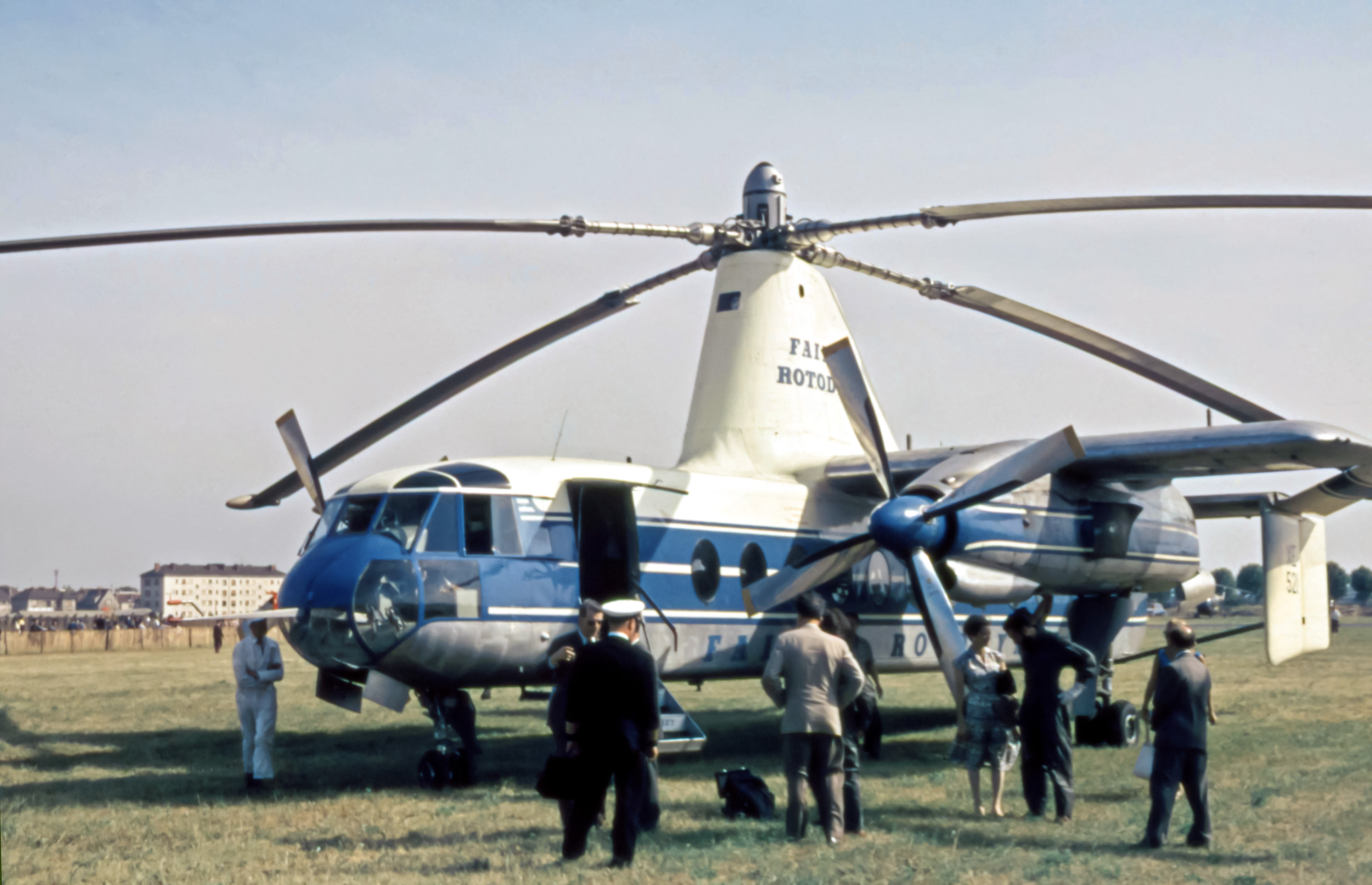
Die Fairey Rotodyne war ein Kombinationsflugschrauber mit Tragflächen und einem heißen Blattspitzenantrieb

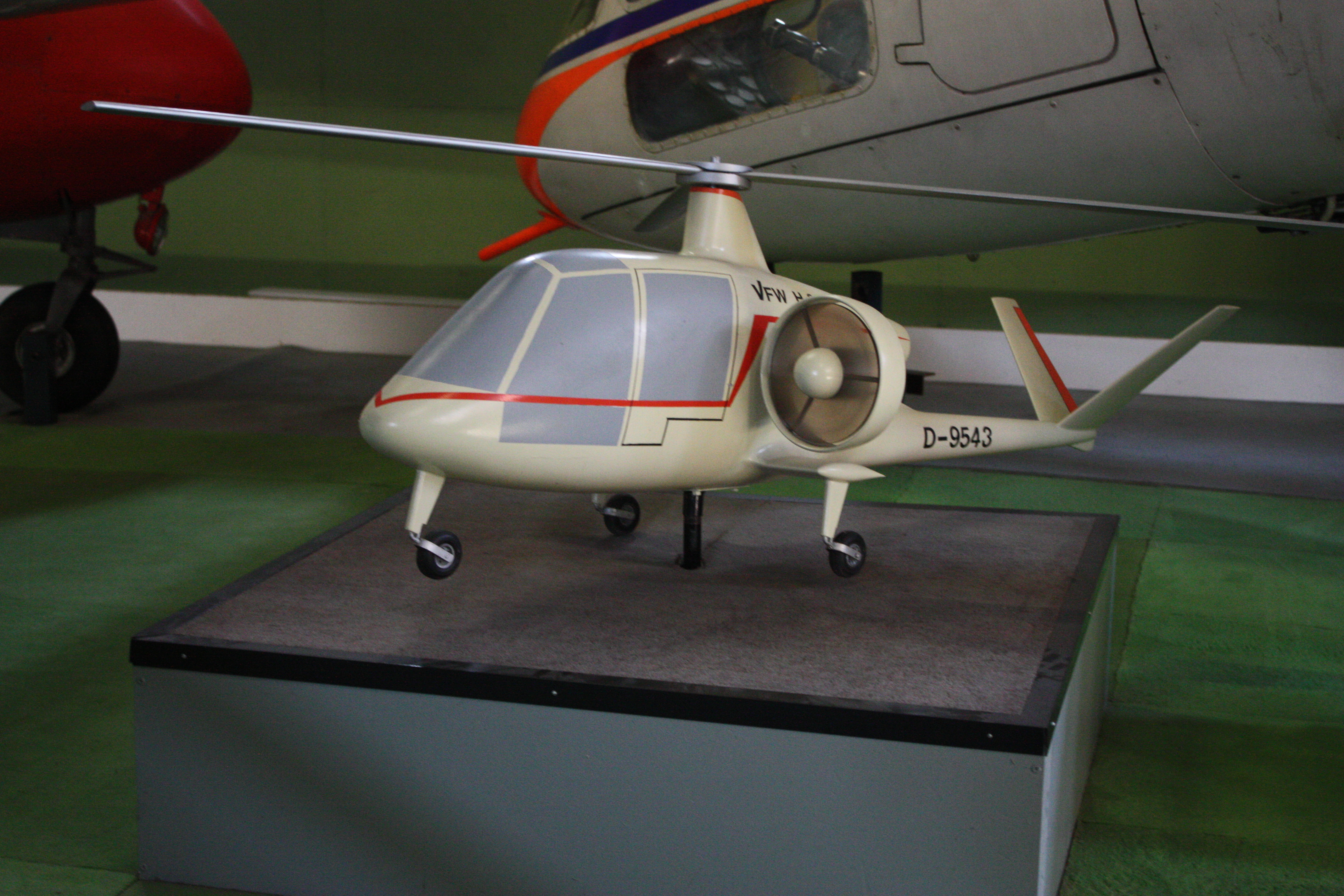
Modell der VFW H-3

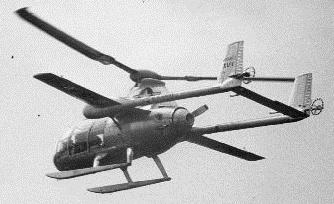
McDonnell XV-1

Flugschrauber (englisch gyrodyne) ist die Bezeichnung für ein senkrecht start- und landefähiges hybrides Luftfahrzeug, das konstruktive Elemente von Tragschraubern und Hubschraubern kombiniert.
Für den Start und Schwebeflug wird, wie beim Hubschrauber, ein Rotor zur Auftriebserzeugung eingesetzt, beim Vorwärtsflug wird der dynamische Auftrieb des Rotors oft von festen Tragflächen unterstützt, während der Vortrieb durch Propeller oder getrennte Strahltriebwerke erzeugt wird. Für den Rotor- und Propellerantrieb wird in der Regel ein gemeinsames Triebwerk verwendet. 
Flugschrauber mit zusätzlichen starren Tragflächen werden als Kombinationsflugschrauber bezeichnet; die Auslegung ohne Tragflächen wird als Flugschrauber im engeren Sinne klassifiziert. 

## Definition

### Flugschrauber
Nach der Definition von Gersdorff & Knobling sind Flugschrauber dadurch gekennzeichnet, dass sie wie Tragschrauber einen oder mehrere Rotoren besitzen, die aber zur Auftriebserzeugung während des Vorwärtsfluges mit der Antriebsmaschine verbunden bleiben, wobei die Triebwerksleistung auf Rotorwellen und Druck- oder Zugpropeller verteilt wird. Rotor und Vortriebseinrichtungen können auch getrennte Triebwerke besitzen. Der Rotor erzeugt lediglich Auftrieb, der Vortrieb wird durch Propeller oder Strahltriebwerke generiert. Der dadurch entlastete Rotor erlaubt etwas höhere Fluggeschwindigkeiten als ein Hubschrauber. Das auftretende Reaktionsmoment muss wie bei Hubschraubern ausgeglichen werden.
Nach der Definition von Polte ist ein Flugschrauber ein Hubschrauber mit zusätzlichem Vortrieb durch eine oder mehrere Luftschrauben. Die weitergehende Beschreibung entspricht der von Gersdorff & Knobling.

### Kombinationsflugschrauber
Kombinationsflugschrauber (englisch Compound Gyroplane) besitzen als Unterscheidung zum Flugschrauber zusätzlich noch feste Tragflügel. Bei Start und Landung wird die gesamte Leistung auf den Rotor übertragen. Im Reiseflug erfolgt die Auftriebserzeugung überwiegend durch die Tragflächen; der Rotor kann in diesem Flugzustand vom Triebwerk abgekuppelt und auf geringen Widerstand eingestellt werden. Im englischen Sprachgebrauch werden Kombinationsflugschrauber deshalb auch als Unloaded Rotor VTOL-Flugzeuge bezeichnet. Es sind in dieser Konfiguration Geschwindigkeiten bis etwa 400 km/h möglich. Diese am häufigsten anzutreffende Bauausführung wird im englischen Sprachraum gelegentlich zur Kategorie der Wandelflugzeuge (Convertiplanes) gezählt. Verbundhubschrauber und Kombinationsflugschrauber unterscheiden sich also lediglich darin, dass in letzterem noch zusätzlich Einrichtungen zur Vortriebserzeugung verwendet werden.

## Antriebskonzepte

### Getrennte Antriebe für Rotor und Vortrieb
eine Wellenturbine + zwei Strahlturbinen
- 1972: Sikorsky S-69/XH-59[7]
eine Pratt & Whitney Canada PT6 Wellenturbine + zwei Pratt & Whitney J60 Turbojets

Blattspitzenantrieb + Wellenturbine
- 1950er Jahre: Fairey Rotodyne, heißer Blattspitzenantrieb + zwei Rolls-Royce Eland Wellenturbinen, vmax: 343 km/h
- 1960er Jahre: VFW H-3, kalter Blattspitzenantrieb + zwei Mantelpropeller, eine Wellenturbine

Blattspitzenantrieb + Sternmotor
- 1950er Jahre: McDonnell XV-1, heißer Blattspitzenantrieb + ein R-975, vmax: 320 km/h
- 1950er Jahre: Fairey Jet Gyrodyne,  heißer Blattspitzenantrieb + ein Alvis Leonides, vmax: 224 km/h

### Gemeinsamer Antrieb für Rotor und Vortrieb
- Piasecki Pathfinder II, eine Wellenturbine General Electric T58, vmax: 370 km/h
- Sikorsky X2, eine LHTEC T800-LHT-801-Wellenturbine, vmax: 463 km/h
- Sikorsky/Boeing SB-1, zwei Wellenturbinen Honeywell T55, Projekt, v: 463 km/h
- Lockheed Cheyenne, eine Wellenturbine für Hauptrotor, Heckrotor und Schubpropeller, Vmax 393 km/h

## Geschichte
Der von 1936 an entwickelte und 1938 zum ersten Mal geflogene Flettner Fl 185 war mit seinen zwei an Auslegern angebrachten Vortriebspropellern und einem angetriebenen Hauptrotor, einer der ersten Flugschrauber. In den 1950er Jahren folgten die in Großbritannien gebauten Fairey Gyrodyne und Fairey Rotodyne. Die Sikorsky S-61F verfügte über zwei zusätzliche Turbojettriebwerke und erreichte im Juli 1965, noch ohne Tragflächen 390 km/h. Die Bell 533 war eine Weiterentwicklung der UH-1 mit zusätzlichen Strahltriebwerken und gepfeilten Tragflügeln, die 1969 eine Maximalgeschwindigkeit von 508 km/h ermöglichten. Die Bell 533 war der erste Drehflügler, der 400 km/h überschreiten konnte. Im Rahmen eines amerikanischen Versuchsprogramms wurden ab den 1980er Jahren mit der Boeing X-50 und Sikorsky X-wing eine zu den Wandelflugzeugen gehörende konstruktive Auslegung getestet, bei denen der Rotor im Horizontalflug gänzlich stillgelegt wird und als zusätzliche Tragfläche wirkt.
Zu Beginn des 21. Jahrhunderts wurde die Idee des Flugschraubers von mehreren Unternehmen fortgeführt. So gab Sikorsky 2005 bekannt, den Technikdemonstrator Sikorsky X2 zu entwickeln. Erstflug des einzigen Modells war drei Jahre später. Ebenfalls im Jahr 2008 hatte Airbus Helicopters, damals noch unter dem Namen Eurocopter, dieses Konstruktionsprinzip wieder aufgegriffen und den Prototyp Eurocopter X3 gebaut, der zwei Jahre später seinen Erstflug hatte. Bereits 2010 begann die Entwicklung des Sikorsky S-97, der im Mai 2015 seinen Erstflug absolvierte. Ebenfalls basierend auf der X2 begann 2015 die Entwicklung von Sikorsky/Boeing SB-1 im Rahmen des Future Vertical Lift-Programmes (FVL) der US-Streitkräfte.
Das neu aufkommende Interesse des Militärs an Flugschraubern ist begründet durch die im Vergleich zu den Hubschraubern höhere Geschwindigkeit und Reichweite sowie die niedrigere Geräuschentwicklung. Allerdings stehen die Flugschrauber dabei in direkter Konkurrenz zu den Wandelflugzeugen.